# Volvariella reidii
Volvariella reidii är en svampart som beskrevs av Heinem. 1978. Volvariella reidii ingår i släktet Volvariella och familjen Pluteaceae.  Artens status i Sverige är: Ej påträffad. Inga underarter finns listade i Catalogue of Life.
Artnamnet hedrar den brittiske mykologen Derek Reid.